# A-7 Corsair
Vought A-7 Corsair este un avion de atac subsonic al US Navy proiectat pentru a înlocui avionul A-4 Skyhawk.